# Hiệu ứng Magnus

Hiệu ứng Magnus

Hiệu ứng Magnus là hiện tượng vật lý thường liên quan đến một vật thể quay chuyển động qua chất lưu. Hiện tượng này được nhà vật lý người Đức Heinrich Gustav Magnus nghiên cứu vào năm 1852. Hiệu ứng này rất dễ thấy trong các môn thể thao.

## Hiệu ứng
Khi nghiên cứu sự di chuyển của quả bóng trong không khí, người ta coi quả bóng đứng yên còn không khí chuyển động ngược chiều với quả bóng. 
- Nếu quả bóng không xoay, do tính đối xứng, dòng không khí khi chuyển động quanh quả bóng không tạo ra một lực nào tác dụng lên nó.
- Khi quả bóng xoay tròn thì ở phía dòng không khí cùng chiều với chiều quay của quả bóng, chuyển động của các phân tử không khí tăng lên, còn ở phía còn lại vận tốc của các phân tử khí giảm đi. Điều này đã tạo ra sự chênh lệch áp suất tĩnh và xuất hiện lực tác dụng lên quả bóng theo phương thẳng đứng, hướng cắt các dòng khí cùng chiều với chiều quay của quả bóng. Lúc này, quả bóng sẽ bay theo đường parabol.

## Ứng dụng
Hiệu ứng Magnus có thể giúp cho các cầu thủ bóng đá thực hiện các cú đá xoáy, gây khó khăn cho thủ môn của đội đối thủ. Hiệu ứng này cũng được ứng dụng ở một số môn thể thao khác như bóng chày, golf.